# チューブ・テイルズ
『チューブ・テイルズ』（Tube Tales）は、1999年製作のイギリス映画。ロンドンのチューブ（ロンドン地下鉄）をテーマに、9本の短編によるオムニバス映画である。イギリスの週刊誌『タイムアウト』で脚本を募集し、寄せられた3000本の中から、9人の監督が好きなものを選んで撮影された。
日本では、2000年8月5日から11月17日まで渋谷のシネクイントにて公開された。

## エピソード1「ミスタークール」
- 原題：Mr Cool
- 監督：エイミー・ジェンキンス
- 出演：エマ：ケリー・マクドナルド、ルーク：ジェイソン・フレミング、ジョー：デクスター・フレッチャー

## エピソード2「ホーニー」
- 原題：Horny
- 監督：スティーヴン・ホプキンス
- 出演：アレックス：デニス・ヴァン・オーテン、紳士：トム・ベル、婦人：リズ・スミス

## エピソード3「グラスホッパー」
- 原題：Grasshopper
- 監督：メンハジ・フーダ
- 出演：ミスターX：スティーヴン・ダ・コスタ、シャンテル：アリクヤ・イヨー、チャーリー：ロジャー・グリフィス

## エピソード4「パパは嘘つき」
- 原題：My Father the Liar
- 監督：ボブ・ホスキンス
- 出演：父：レイ・ウェンストン、検札官：フランク・ハーパー、男：ウィリアム・ホイランド

## エピソード5「ボーン」
- 原題：Bone
- 監督：ユアン・マクレガー
- 出演：ゴードン：ニコラス・テナンド、ルイーズ：ケイ・カラーム、派手な演奏者：ジョー・ダッティン

## エピソード6「マウス」
- 原題：Mouth
- 監督：アーマンド・イアヌッチ
- 出演：女性：ダニエラ・ナーディニ、気取り屋：マーク・フロスト、花嫁になる女性：ヘレン・クーカー

## エピソード7「手の中の小鳥」
- 原題：A Bird in the Hand
- 監督：ジュード・ロウ
- 出演：老人：アラン・ミラー、検札官：フランク・ハーパー、女：クレオ・シルヴェストレ

## エピソード8「ローズバッド」
- 原題：Rosebud
- 監督：ギャビー・デラル
- 出演：アンジェラ：レイチェル・ワイズ、ローズバッド：レオニー・エリオット、エリザベス：ドナ・クロル

## エピソード9「スティール・アウェイ」
- 原題：Steal Away
- 監督：チャールズ・マクドウェル
- 出演：青年：ハンス・マシソン、恋人：カーメン・イジョゴ、サイモン・ペグ